# Lysianassa insperata
Lysianassa insperata är en kräftdjursart som beskrevs av Roger J. Lincoln 1979. Lysianassa insperata ingår i släktet Lysianassa och familjen Lysianassidae. Inga underarter finns listade i Catalogue of Life.